# Mention particulière
Mention particulière est un téléfilm dramatique français réalisé par Christophe Campos, diffusé en deux parties à partir de 2017, inspirée de faits réels concernant Yasmine Berraoui, qui a obtenu un baccalauréat scientifique avec mention en 2014. Elle est soutenue par l'Unesco et par le ministère des Solidarités et de la Santé.
Elle est sélectionnée en « compétition officielle » et projetée en avant-première en septembre 2017 au Festival de la fiction TV de La Rochelle, où elle obtient les prix du meilleur scénario et du jeune espoir féminin Adami pour Marie Dal Zotto.
La suite, nommée Bienvenue dans l'âge adulte (ou comme saison 2 de la série), débute le 10 mai 2021 sur TF1.

## Synopsis
Une femme de vingt-et-un ans, atteinte de trisomie, a toujours rêvé de devenir journaliste. Elle décide de passer son baccalauréat « comme tout le monde », malgré les complications sociales, les inquiétudes de son entourage et le regard insignifiant porté sur elle.
Trois années après son baccalauréat, la jeune femme trisomique découvre le monde du travail et l'amour.

## Fiche technique
- Titre original : Mention particulière
- Réalisation : Christophe Campos
- Scénario : Nathalie Hugon et Vincent Robert (première partie) ; Claire Lemaréchal et Nicolas Mercier (seconde partie)[1], d’après le fait réel de Yasmine Berraoui
- Décors : Lydwine Labergerie[1]
- Photographie : Bruno Romiguiere[1]
- Son : Christophe Penchenat[1]
- Montage : Joël Bochter[1]
- Musique : Loïk Dury et Christophe Minck[1]
- Production : Catherine Ruault Castera et Nicolas Coppermann[1]
- Sociétés de production : Caminando Productions ; Endemol Shine Fiction (coproduction)[1]
- Société de distribution : TF1 Distribution
- Pays d’origine :  France
- Langue originale : français
- Genre : drame
- Durée : 47+66 minutes
- Dates de diffusion :
  - France : 14 septembre 2017 (Festival de la fiction TV de La Rochelle)[1] ; 6 novembre 2017 sur TF1
  - Belgique : 5 octobre 2017 sur La Une[6]
  - Suisse : 12 octobre 2017 sur RTS

## Distribution
- Marie Dal Zotto : Laura
- Bruno Salomone : Jérôme, le père
- Hélène de Fougerolles : Fanny, la mère
- Jonathan Lambert : M. Rejex, le proviseur
- Maïra Schmitt : Chloé, la sœur
- Gaspard Meier-Chaurand : Ludovic, le camarade
- Clémence Joneau : Adèle
- Samuel Allain Abitbol : François
- Anaïs Rougerie : Leila
- Florian Dahan : Jeremy, copain de Chloé
- Zacharie Bordier : Anthony
- Olivier Jeannelle : André
- Corinne Mariotto : Mme Sivert
- François Relo : M. Lambert
- Marc Faget : le père agacé
- Carole Richert : Kristina, la voisine

## Production

### Développement et genèse
Le scénario s’inspire de la jeune Marocaine Yasmine Berraoui, qui, en 2014, a obtenu un baccalauréat scientifique avec mention, selon son père dans le livre intitulé Yasmine : 19 ans, trisomique et bachelière (éditions Balland).

### Attribution des rôles
Pour le rôle de Laura, les responsables de la production rencontrent trente-quarante personnes atteintes de trisomie jusqu’à ce qu’ils tombent sur Marie Dal Zotto, qui s’est montrée « tellement bluffante qu’on s’est dit, mais qu’est-ce que c’est que ce phénomène ? », ainsi que sur Clémence Joneau, qui interprète sa copine Adèle. D’ailleurs, l’actrice principale a grandi dans le théâtre depuis ses quatorze ans : « c’est ma vie de tous les jours. Ma vie, c’est un défi, j’aurai toujours des barrières à sauter, des portes à claquer ».

### Tournage

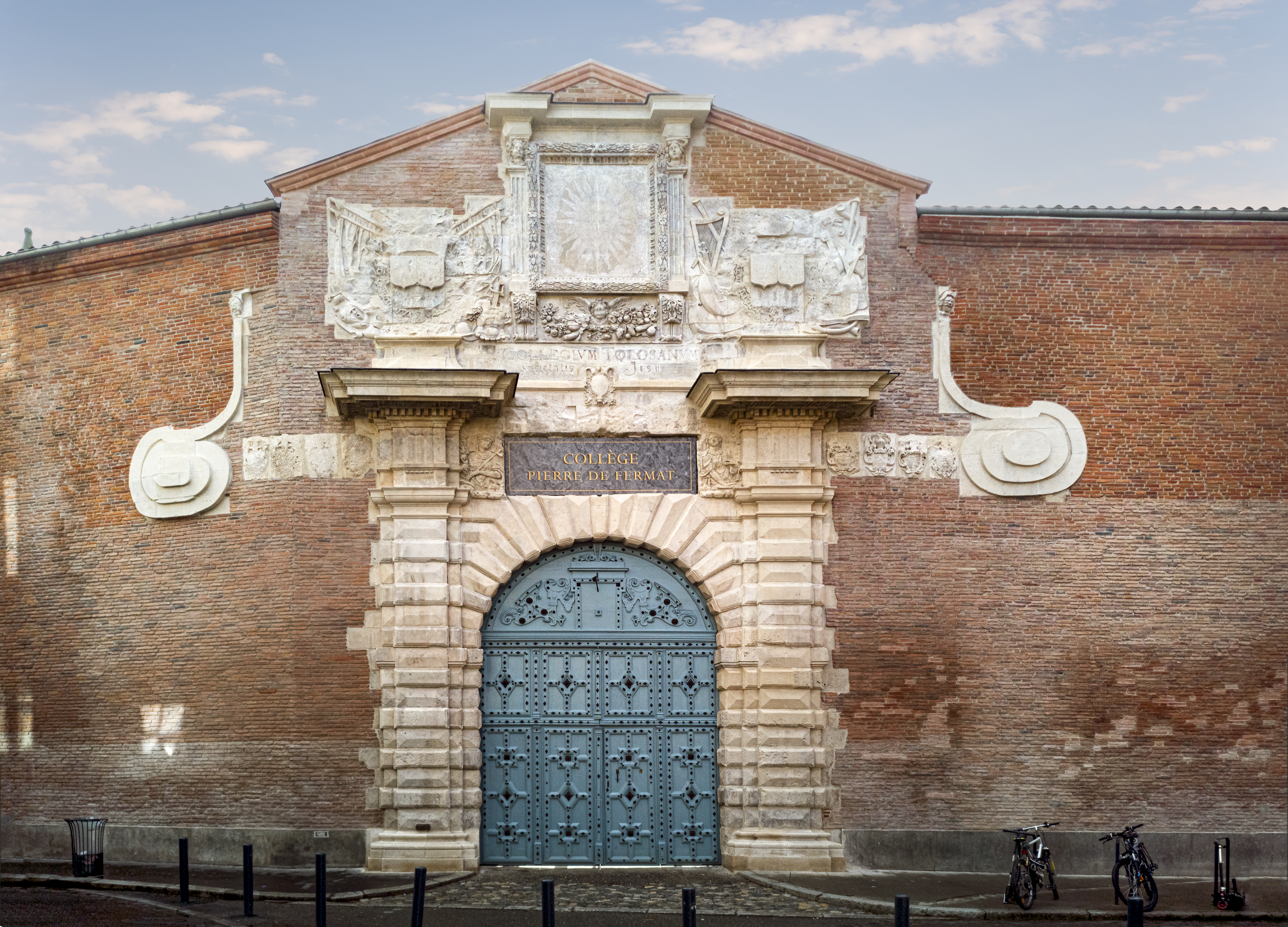
Par cette porte du collège Pierre-de-Fermat passera Laura pour voir les résultats.

Avec les  vingt-cinq comédiens toulousains, et 450 figurants, Christophe Campos et l’équipe du tournage filment entre le 23 mai et le 22 juin 2017 entièrement à Toulouse, dont le port de la Daurade, le lycée Pierre-de-Fermat, l’église Notre-Dame de la Dalbade et les rues du centre-ville toulousain, ainsi que la gare routière à deux pas de la gare de Toulouse-Matabiau.
D’après les informations d’Allociné, une suite, intitulée Mention particulière : Bienvenue dans l’âge adulte, sera en tournage du 27 juillet au 28 août 2020 à Toulouse et dans ses environs.

## Accueil

### Festival et diffusions
Mention particulière est sélectionné en « compétition officielle » et projeté en avant-première, le 14 septembre 2017 au Festival de la fiction TV de La Rochelle, où il obtient deux prix : celui du meilleur scénario et, pour Marie Dal Zotto, celui du jeune espoir féminin Adami. Il passe à la télévision en deux parties, le 6 novembre 2017 sur le réseau TF1.
Avant la diffusion en France, la Belgique l’a diffusé à la télévision le 5 octobre 2017 sur La Une, et la Suisse le 12 octobre 2017 sur la RTS.

### Audience
La première partie de ce téléfilm a été suivi par 5,91 millions de téléspectateurs, soit 22,8 % de part d’audience. La seconde partie a réalisé un score de 5,74 millions de téléspectateurs, soit 25,7 % de part d’audience, ce qui place la chaîne largement leader.

## Épisodes

### Première saison (2017)
1. Partie 1
2. Partie 2

### Deuxième saison (2021)
Sous le titre Mention particulière, bienvenue dans l'âge adulte.
1. Partie 1
2. Partie 2

## Distinctions
- Festival de la fiction TV de La Rochelle 2017 - « Compétition officielle »[4] :
  - Meilleur scénario pour Nathalie Hugon, Vincent Robert, Nicolas Mercier et Claire Lemaréchal
  - Prix jeune espoir féminin Adami pour Marie Dal Zotto
- Lauriers de la Radio et de la Télévision 2018 : laurier Téléfilm[9]